# Gourgeon
Gourgeon is een gemeente in het Franse departement Haute-Saône (regio Bourgogne-Franche-Comté) en telt 242 inwoners (2011). De plaats maakt deel uit van het arrondissement Vesoul.

## Geografie
De oppervlakte van Gourgeon bedraagt 13,6 km², de bevolkingsdichtheid is 17,8 inwoners per km².
De onderstaande kaart toont de ligging van Gourgeon met de belangrijkste infrastructuur en aangrenzende gemeenten.

## Demografie
Onderstaande figuur toont het verloop van het inwonertal (bron: INSEE-tellingen).